# Pilosella muscelii
Pilosella muscelii là một loài thực vật có hoa trong họ Cúc. Loài này được (Prodan) S.Bräut. & Greuter mô tả khoa học đầu tiên năm 2007.